# José León de Carranza
José León de Carranza Gómez-Pablos, marqués de Villa de Pesadilla fue un militar español nacido en Cádiz en 1892 y fallecido en 1969.

## Biografía
Hijo mayor de Ramón de Carranza y Fernández de la Reguera. Estudió en el colegio de San Felipe Neri (marianistas). Ingresó en la Academia de Artillería de Segovia. Aunque de tradición familiar militar, José León se sintió más atraído por el mundo de los negocios de su padre.
Militar de carrera y colaborador con la dictadura de Franco, abandonó el ejército para dedicarse a la política.
Fue nombrado alcalde de Cádiz el 8 de febrero de 1948 unos meses después de la terrible explosión de Cádiz de agosto del 1947, cargo que desempeñó ininterrumpidamente hasta su fallecimiento el 23 de mayo de 1969, marcando toda una época en la ciudad.
Potenció los antiguos carnavales, reconvertidos en Fiestas Típicas Gaditanas, alcanzando gran notoriedad y difusión. Entre las obras realizadas durante su alcaldía destaca el puente, que evitó el secular aislamiento de Cádiz y lleva su nombre, sobre la bahía de Cádiz, que une la ciudad con Puerto Real y era un anhelo histórico de los gaditanos, a pesar de las trabas de algunos estamentos. También promocionó el fútbol, el Trofeo Carranza en el estadio que hizo y llamó con el nombre de su padre "Ramón de Carranza".
La Medalla de Oro al Mérito en el Trabajo le fue retirada el 27 de octubre de 2022.